# Carolyn S. Gordon
Carolyn S. Gordon (nascida em 1950)  é uma matemática e professora de Matemática no Dartmouth College. Ela é mais conhecida por dar uma resposta negativa à pergunta "Você consegue ouvir a forma de um tambor?" em seu trabalho com David Webb e Scott A. Wolpert. Ela é a ganhadora do Prêmio Chauvenet e conferencista Noether de 2010.

## Vida pessoal
Gordon é casada com David Webb. Ela cita a criação da filha, Annalisa, como sua maior alegria na vida.

## Artigos selecionados
- Gordon, Carolyn (2001), «Isospectral Deformations of Metrics on Spheres», Inventiones Mathematicae, 145 (2): 317–331, Bibcode:2001InMat.145..317G, arXiv:math/0005156, doi:10.1007/s002220100150
- Gordon, Carolyn; Webb, David (1996), «You can't hear the shape of a drum», American Scientist, 84 (January–February): 46–55, Bibcode:1996AmSci..84...46G
- Gordon, Carolyn (1994), Isospectral Closed Riemannian Manifolds which are not Locally Isometric II, ISBN 9780821851852, Contemporary Mathematics, 173, American Mathematical Society, pp. 121–131, doi:10.1090/conm/173/01821
- Gordon, Carolyn; Webb, David; Wolpert, Scott (1992), «Isospectral plane domains and surfaces via Riemannian orbifolds», Inventiones Mathematicae, 110: 1–22, Bibcode:1992InMat.110....1G, doi:10.1007/BF01231320
- Gordon, Carolyn; Webb, David L.; Wolpert, Scott (1992), «One Cannot Hear the Shape of a Drum», Bulletin of the American Mathematical Society, 27: 134–138, arXiv:math/9207215, doi:10.1090/S0273-0979-1992-00289-6
- Gordon, Carolyn; Wilson, Edward (1984), «Isospectral deformations of compact solvmanifolds», Journal of Differential Geometry, 19: 241–256, doi:10.4310/jdg/1214438431